# Welcome to my room
Welcome to my roomは2002年4月25日にインディーズ作品として発売された渡辺英樹の1枚目のミニ・アルバム。

## 解説
- 2002年に発売した渡辺英樹の唯一のソロ・アルバム
- 収録曲の大半が渡辺と関口の共同ソロ活動プロジェクトの『SijiMi』の楽曲の新録となっている。

## 収録曲
| 全作詞・作曲・編曲: 渡辺英樹。 |                                      |          |            |
| #                              | タイトル                             | 作詞     | 作曲・編曲 |
| 1.                             | 「アワテヅイソゲ(Time is him.)」     | 渡辺英樹 | 渡辺英樹   |
| 2.                             | 「食べかけのアイス」                 | 渡辺英樹 | 渡辺英樹   |
| 3.                             | 「ハレルヤ～No Name」                | 渡辺英樹 | 渡辺英樹   |
| 4.                             | 「Ai dakeha Shinanai.(Bonus Track)」 | 渡辺英樹 | 渡辺英樹   |

## 楽曲解説
1. アワテヅイソゲ(Time is him.)
渡辺が在籍していたSijiMiのアルバム『でも』に収録されている楽曲の新録バージョン。
その後、渡辺が在籍しているバンド『VoThM』が2015年7月にリリースしたアルバム『Zen Sing+中国ライブDVD「VoThM in 中国」』にも本楽曲が収録されている。
2. 食べかけのアイス
SijiMiのアルバム『でも』に収録されている楽曲の新録バージョン。
3. ハレルヤ～No Name
ライブ・アルバムの『BASEMENT ATTRACTION  LIVE IN FOUR VALLEY』や、SijiMiのアルバム『でも』に収録されている楽曲の新録バージョン。
4. Ai dakeha Shinanai.(Bonus Track)
本作に収録されている楽曲で唯一の新曲。
この楽曲のみ本作以外に収録されていない。